# 개인적 공권
개인적 공권(個人的 公權)이란 우월적인 의사주체인 국가 등 행정 주체에 대하여 상대방인 개인이 가지는 권리를 말하는 행정법의 개념으로 법률상 이익과 같은 개념으로 이해된다. 국가적 공권에 대응된다.

## 의의 및 요건
헌법상 기본권으로 보호되는 개인적 공권과 법률상 보호되는 개인적 공권으로 분류된다.

## 반사적 이익과의 구별
반사적 이익이란 행정법규가 공익상의 견지에서 행정주체 또는 제3자에 대해 일정한 의무를 부과하고 있는 결과 개인이 간접적으로 받는 이익을 말한다. 반사적 이익은 법의 보호를 받지 못하는 이익이므로, 그것이 침해된 경우에도 소송에 의해 구제 받을 수 없는 점이 공권과 구별된다.

## 개인적 공권의 성립근거
개인적 공권은 헌법, 법률에 의해 명문상 해석상 인정되거나 공법상 계약이나 관습법에 의해 인정될 수 있다.

## 개인적 공권의 구체성
개인이 갖는 구체적인 권리를 뜻하며 추상적 권리를 의미하지는 않는다.

## 공권의 확대화 경향
종래에는 반사적 이익이라고 보았던 것도 법률상보호이익으로 인정하는 경우가 많아지고 있다. 이를 반사적 이익의 보호이익화 경향이라고 한다. 이와 같은 확대화는 크게 두가지 방법으로 이루어질 수 있다. 첫째, 법해석규칙을 달리 하는 것이 있다. 둘째, 보호규범인 법령의 범위를 확대하는 것이다. 처분의 근거법규뿐만 아니라, 처분의 근거법규에 인용된 다른 법규의 처분과 관련이 있는 것, 처분의 근거법규는 아니나 그 근거법규에 근거한 처분과 단계적인 관계에 있는 처분의 근거법규 등으로 확대할 수 있다.
종래의 반사적 이익이 법률상보호이익으로 인정되고 있는 경향을 보면,
1. 경찰허가로 인한 이익: 원래 경찰허가는 자연적 자유를 회복해주는 것이었다. 일반적으로 금지된 행위를 특정한 경우에 한해서 자연적 자유를 회복시켜주는 것이었다. 하지만 이와 같은 경찰 허가와 특허의 구분이 상대화되면서 경찰허가도 법률상보호이익으로 여겨지는 판례가 증가하고 있다.
2. 공물의 일반사용에 대한 이익: 종래에는 공물에 대한 사용이익은 반사적 이익으로 여겨져왔다. 하지만 근래에는 공물의 인근주민의 이용에 대한 이익은 법률상보호이익을 인정하는 추세를 보이고 있다.
3. 다른 사람에 대한 행정청의 처분에 대한 제3자의 이익 : 예를 들어, 공해기업에 대한 규제로 인근주민이 얻는 이익을 법률상이익으로 보고 있으며, 건축물허가에 대해서도 인근주민의 이익이 침해되는 경우에는 이들에게 원고적격을 부여하는 추세를 보이고 있다.
4. 공공부조로 받는 이익 : 공공부조는 본래 과거에는 국가로부터 받는 시혜적 성질의 것이었지만 근래에는 급부행정이 더욱 발달하면서 법률적으로 보호되는 경향을 보이고 있다. 더 이상 반사적 이익으로 보지 않는 것이다. 공공부조로 받는 이익 또한 권리로 인정되는 것이다.

## 특성
개인적 공권은 타자로의 이전이 금지되거나 제한되며 포기나 대행도 제한된다.
이를 개인적 공권의 보호의 특수성이라고 한다.

## 사례

### 국민투표권
헌법 제10조 모든 국민은 인간으로서의 존엄과 가치를 가지며, 행복을 추구할 권리를 가진다. 국가는 개인이 가지는 불가침의 기본적 인권을 확인하며 이를 보장할 의무를 진다.
헌법 제130조 2. 헌법개정안은 국회가 의결한 후 30일 이내에 국민투표에 붙여 국회의원선거권자 과반수의 투표와 투표자 과반수의 찬성을 얻어야 한다.

### 주민투표권
헌법이 보장하는 기본권이 아닌 개인적 공권이다.
헌법 제117조 1. 지방자치단체는 주민의 복리에 관한 사무를 처리하고 재산을 관리하며, 법령의 범위 안에서 자치에 관한 규정을 제정할 수 있다.

주민투표법 제5조(주민투표권)(1) 20세 이상의 주민으로서 제6조제1항의 규정에 의한 투표인명부작성기준일 현재 그 지방자치단체의 관할구역에 주민등록이 되어 있는 자(공직선거및선거부정방지법 제18조의 규정에 의하여 선거권이 없는 자를 제외한다)는 주민투표권이 있다.
(2) 20세 이상의 외국인으로서 출입국관리 관계법령의 규정에 의하여 대한민국에 계속 거주할 수 있는 자격(체류자격변경허가 또는 체류기간연장허가를 통하여 계속 거주할 수 있는 경우를 포함한다)을 갖춘 자로서 지방자치단체의 조례가 정하는 자는 주민투표권이 있다.
(3) 주민투표권자의 연령은 투표일 현재를 기준으로 산정한다.

### 헌법상 정보공개청구권
공공기관의 정보공개에 관한 법률 제5조(정보공개 청구권자) ① 모든 국민은 정보의 공개를 청구할 권리를 가진다.
② 외국인의 정보공개 청구에 관하여는 대통령령으로 정한다.[전문개정 2013.8.6.]
제9조(비공개 대상 정보) ① 공공기관이 보유·관리하는 정보는 공개 대상이 된다. 다만, 다음 각 호의 어느 하나에 해당하는 정보는 공개하지 아니할 수 있다.
1. 다른 법률 또는 법률에서 위임한 명령(국회규칙·대법원규칙·헌법재판소규칙·중앙선거관리위원회규칙·대통령령 및 조례로 한정한다)에 따라 비밀이나 비공개 사항으로 규정된 정보

### 생계비지원 청구권
국민기초생활 보장법 제2조(정의) 제2조(정의) 이 법에서 사용하는 용어의 뜻은 다음과 같다.
1. "수급권자"란 이 법에 따른 급여를 받을 수 있는 자격을 가진 사람을 말한다.
제5조(수급권자의 범위) ① 수급권자는 부양의무자가 없거나, 부양의무자가 있어도 부양능력이 없거나 부양을 받을 수 없는 사람으로서 소득인정액이 최저생계비 이하인 사람으로 한다.
② 제1항에 따른 수급권자에 해당하지 아니하여도 생활이 어려운 사람으로서 일정 기간 동안 이 법에서 정하는 급여의 전부 또는 일부가 필요하다고 보건복지부장관이 정하는 사람은 수급권자로 본다.
③ 제1항의 부양의무자가 있어도 부양능력이 없거나 부양을 받을 수 없는 경우는 대통령령으로 정한다.
[전문개정 2012.2.1.]

## 무하자재량행사청구권
무하자재량행사청구권(無瑕疵裁量行使請求權)이란 재량행위영역에서 개인이 행정청에 대하여 종국처분에 이르는 과정에 있어서 하자 없는 적법한 재량처분을 요구하는 공권을 말한다. 재량행위의 경우에는 무하자재량행사청구권이 인정되고 행정개입청구권은 원칙상 인정되지 않지만 재량권이 영으로 수축하는 경우에는 무하자재량행사청구권이 행정개입청구권으로 전환되어 행정개입청구권이 인정된다. 행정개입청구권은 본래 경찰행정법에서 유래했다. 경찰의 편의재량을 제한하고, 이러한 재량행위에 대한 재량권이 영으로 수축하는 경우에만 경찰권 발동 의무를 요구하는 것에서 출발한 것이다. 하지만 현재는 일반적인 재량행위의 영역에서도 인정되고 있으며, 기속행위의 영역에서도 인정되는 경향을 보이고 있다. 무하자재량청구권을 비롯하여 행정행위청구권은 아직까지 판례에서는 명시적으로 드러나지 않는 용어이다. 하지만 판례에서는 계속해서 이런 청구권을 암시하는 해석을 내기도 하고 있다. 행정개입청구권의 보장으로 위한 가장 적절한 소송수단은 의무이행소송이지만 현행법상 인정되지 않고 있다. 행정작용이 수익적 행정행위인 경우뿐만 아니라 부담적 행정행위인 경우에도 적용될 수 있다.

## 행정개입청구권
행정개입청구권(行政介入請求權, Anspruch auf fehlerfreie Ermessensausübung)이란 행정청의 부작위로 인하여 권익을 침해당한 자가 당해 행정청에 대하여 자기 및 타인에 대한 규제 등 일정한 행정권의 발동을 청구할 수 있는 공권을 말한다. 행정개입청구권은 자기이익을 위하여 타인에 대한 행정권의 발동을 청구하는 권리라는 점에서 자기의 이익을 위하여 자기에 대한 행정권의 발동을 청구할 수 있는 권리인 행정행위발급청구권과 구별된다.

## 참고 문헌
- 김철용, 행정법, 고시계사, 2012. ISBN 9788958223832
- 김철용, 행정법입문, 고시계사, 2010. ISBN 9788958223061

## 같이 보기
- 반사적 이익
- 정보공개청구권
- 경쟁자소송
- 경원자소송
- 이웃소송
- 민중소송
- 공의무